# Тарраська діоцезія
Тарра́ська діоце́зія (лат. Dioecesis Terrassensis; ісп. Diócesis de Tarrasa; кат. Diòcesi de Terrassa) — діоцезія римського обряду Католицької церкви в Іспанії, з центром у місті Тарраса.  Входить до складу Барселонської церковної провінції. Суфраганна діоцезія Барселонської архідіоцезії. Заснована 15 червня 2004 року. Голова — єпископ Тарраський. Центральний храм — Тарраський собор.  Площа — 1,200 км². Населення — 1,238,655 ос.; з них католики — 1,222,420 ос. (98.7%). Чинний голова — Хосе Ангель Сайс Менесес, єпископ Тарраський.

## Єпископи
- Хосе Ангель Сайс Менесес

## Статистика
Згідно з «Annuario Pontificio» і Catholic-Hierarchy.org:
| Рік  | Населення | Населення | Населення | Священики | Священики | Священики | Священики           | Диякони | Ченці    | Ченці | Парафії |
| Рік  | католики  | загалом   | %         | загалом   | секулярні | ченці     | вірних на священика | Диякони | чоловіки | жінки | Парафії |
| ---- | --------- | --------- | --------- | --------- | --------- | --------- | ------------------- | ------- | -------- | ----- | ------- |
| 2004 | 1.000.000 | 1.100.000 | 90,9      | 165       | 165       |           | 6.060               |         |          |       | 120     |
| 2010 | 1.222.420 | 1.238.655 | 98,7      | 179       | 127       | 52        | 6.829               | 7       | 80       | 572   | 119     |
| 2014 | 1.236.000 | 1.254.000 | 98,6      | 175       | 120       | 55        | 7.062               | 10      | 81       | 498   | 123     |